# Sasamón (kommunhuvudort)
Sasamón är en kommunhuvudort i Spanien.   Den ligger i provinsen Provincia de Burgos och regionen Kastilien och Leon, i den norra delen av landet, 220 km norr om huvudstaden Madrid. Sasamón ligger 816 meter över havet och antalet invånare är 1 309.
Terrängen runt Sasamón är lite kuperad. Runt Sasamón är det mycket glesbefolkat, med 5 invånare per kvadratkilometer. Närmaste större samhälle är Melgar de Fernamental, 16,6 km väster om Sasamón. Trakten runt Sasamón består till största delen av jordbruksmark.